# Tischzuchten
Unter Tischzuchten wird im deutschen Sprachraum eine Gattung didaktischer Dichtungen verstanden, die insbesondere dazu dienen, das richtige Benehmen bei Tisch zu lehren. Die ältesten Texte dieser lehrhaften Literatur waren zunächst in gebundener Form verfasst, seit dem Spätmittelalter und in der Frühen Neuzeit jedoch auch in Prosa. Ihr Ursprung liegt in der Klosterkultur, im 13. Jahrhundert waren sie sodann ritterlich und im ausgehenden Mittelalter bürgerlich geprägt. Sie knüpfen zum Teil an lateinische Vorbilder an und sind im deutschen Sprachraum seit der Mitte des 13. Jahrhunderts nachzuweisen.

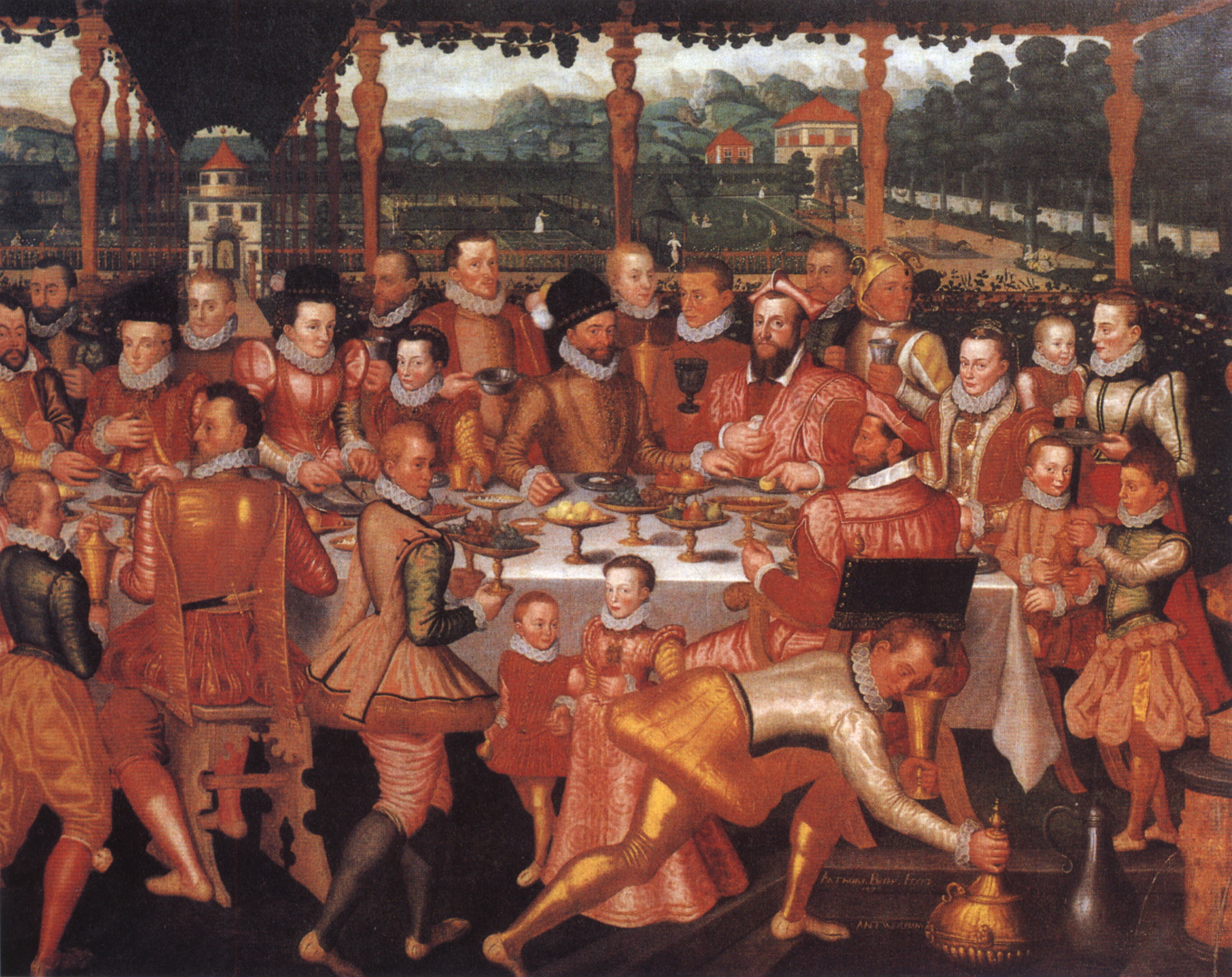
Höfische Gesellschaft bei Tisch, Bays: Hohenemser Festtafel, 1578

## Terminologie
Tischzucht ist eine mittelalterliche Sprachbildung. Das Wort „Zucht“ hat seit dieser Zeit einen vielfältigen Bedeutungswandel erfahren: Im Hinblick auf den Menschen kann es sowohl den Vorgang des Erziehens als auch das Ergebnis dieser Unterweisung beschreiben, und zwar in sittlicher und geistiger Hinsicht.
Mit dem Wort Tisch wird nicht nur das Möbelstück bezeichnet, sondern auch die Speisetafel, d. h. der mit Speisen, Getränken und Tafelgerät gedeckte Tisch sowie die Mahlzeiten, die an diesem Tisch verzehrt werden.
Der Begriff Tischzucht hat somit eine doppelte Bedeutung: Einerseits meint er die Zucht, das richtige Betragen bei Tisch, andererseits die Erziehung, die Anleitung zu einem den geltenden sozialen Normen entsprechenden Verhalten. Die Tischzucht ist bei Hof, dem geistlichen und weltlichen Adel sowie der Ritterschaft Bestandteil der Hofzucht.

## Abgrenzung
Die Tischzuchten weisen entscheidende Unterschiede zu anderen Dichtungen ihrer Zeit auf. So heben sie sich von rein ‚fiktiven‘ Dichtungen ab, indem sie nicht frei von jeglicher Tendenz sind, sondern den Rezipienten dazu animieren wollen, ihre Inhalte auch tatsächlich zu verwirklichen. Zudem unterscheiden sich die Tischzuchten von rein sachlichen Lehrbüchern, da sie künstlerische Darstellungs- und rhetorische Stilmittel wie Reim und Rhythmus, Vergleiche und Bilder gebrauchen.
Laut Schubert besteht jedoch eine Verbindung zwischen Tischzuchten und Bußbüchern, mit dessen Inhalt vor allem Kleriker eng vertraut waren. Die schlichte Appellstruktur des du sollst nicht deutet auf eine Verwandtschaft der beiden Textsorten hin. Ebenso sind die Tischzuchten wie auch die Bußbücher um Vollständigkeit bei der Aufzählung von Verhaltensfehlern bemüht.

## Überlieferung

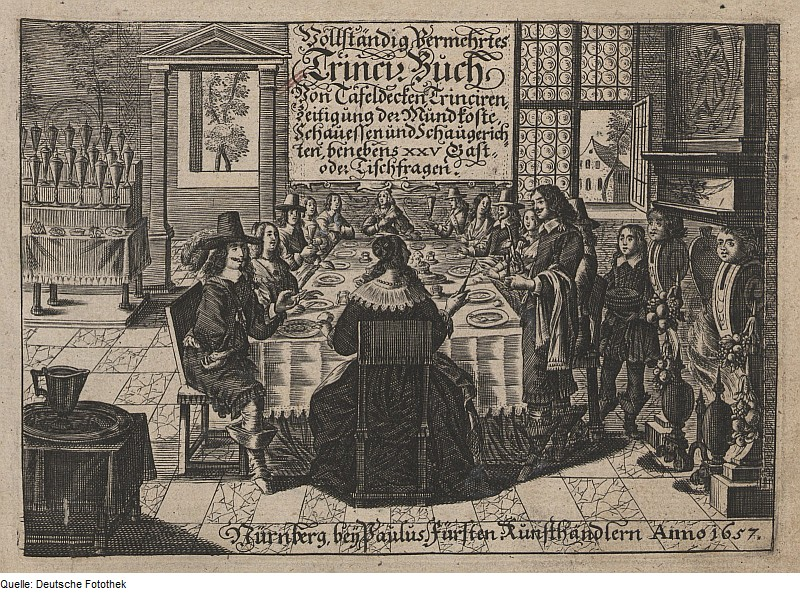
Bürgerliche Gesellschaft zu Tisch, 1657

Tischzuchten wurden seit dem 12. Jahrhundert zunächst in lateinischer Sprache verfasst. Seit dem 13. Jahrhundert entstanden Manuskripte in deutscher Sprache, gegen Ende des 13. und Anfang des 14. Jahrhunderts auch in  französischer, provenzalischer, italienischer, im 14. Jahrhundert in anglonormannischer und im 15. Jahrhundert in englischer Sprache.
Die Literaturwissenschaft unterscheidet unselbstständige (integrierte) und selbstständige (eigenständige) Tischzuchten.
In integrierte Tischzuchten werden Themen aus der Sitten- oder Morallehre abgehandelt wie z. B. in Heinrich Wittenwilers satirischen Lehrgedicht Ring. Eigenständige Tischzuchten befassen sich ausschließlich mit dem angemessenen Verhalten im Kontext von Mahlzeiten, z. B. Rossauer Tischzucht.
Fast alle diese Texte wurden anonym überliefert. Die Verfasser werden nur in wenigen Handschriften und Drucken genannt, z. B. Tischzucht des Jakob Köbel.

## Entstehung der Tischzuchten im deutschen Sprachraum
Die Zunahme der Qualität und Vielfalt der Speisen und Getränke im Laufe des Mittelalters und die zeitliche Ausdehnung der Mahlzeit führten dazu, dass man sich verstärkt Gedanken über die Präsentation der Tafel, das Darbieten der Gerichte sowie auch die Umgangsformen bei Tisch machte.
Speziell die Berührung mit der römischen und provenzalischen Kultur führte zu einer Verbesserung der Ess- und Trinkgewohnheiten sowie zur Entwicklung von Tafelsitten, welche durch den Einfluss des Orients noch weitere Verfeinerung erfuhren.
Vorläufer
Schon in der Bibel finden sich Hinweise für richtiges Benehmen. Das Buch des Jesus Sirach (31, 12-34, 40) aus dem 2. Jahrhundert v. Chr. beinhaltet einen kompakten Abschnitt mit Ermahnungen an den Sohn, wie sich bei Tisch zu verhalten sei, und die durch Luthers Bibelübersetzung weithin bekannt waren. Später führte  der Kontakt mit der arabischen Kultur während der Kreuzzüge seit dem 12. und besonders im 13. Jahrhundert zur Entstehung zahlreicher lehrhafter Schriften zur Regelung sozialer Verhaltensweisen. In Bezug auf lateinisch verfasste Benimm-Büchlein sind neben den seit der Spätantike verbreiteten Disticha Catonis auch die Disciplina Clericalis (ca. 1115 entstanden) des Petrus Alfonsi zu nennen. Reinerus Alemannicus stützt sich bei seinen Schilderungen im Phagifacetus (von Sebastian Brant als Thesmophagia auf Deutsch wiedergegeben) sowohl auf antike Autoren als auch auf die Disciplina clericalis und verfasst Vorschriften für gutes Benehmen und korrekte Gesprächsführung bei Tisch. Der so genannte Facetus, welcher sich aus zwei mittellateinischen, moralisch-pädagogischen Lehrgedichten zusammensetzt, war bereits vor 1200 im Umlauf.

## Deutschsprachige Tischzuchtliteratur

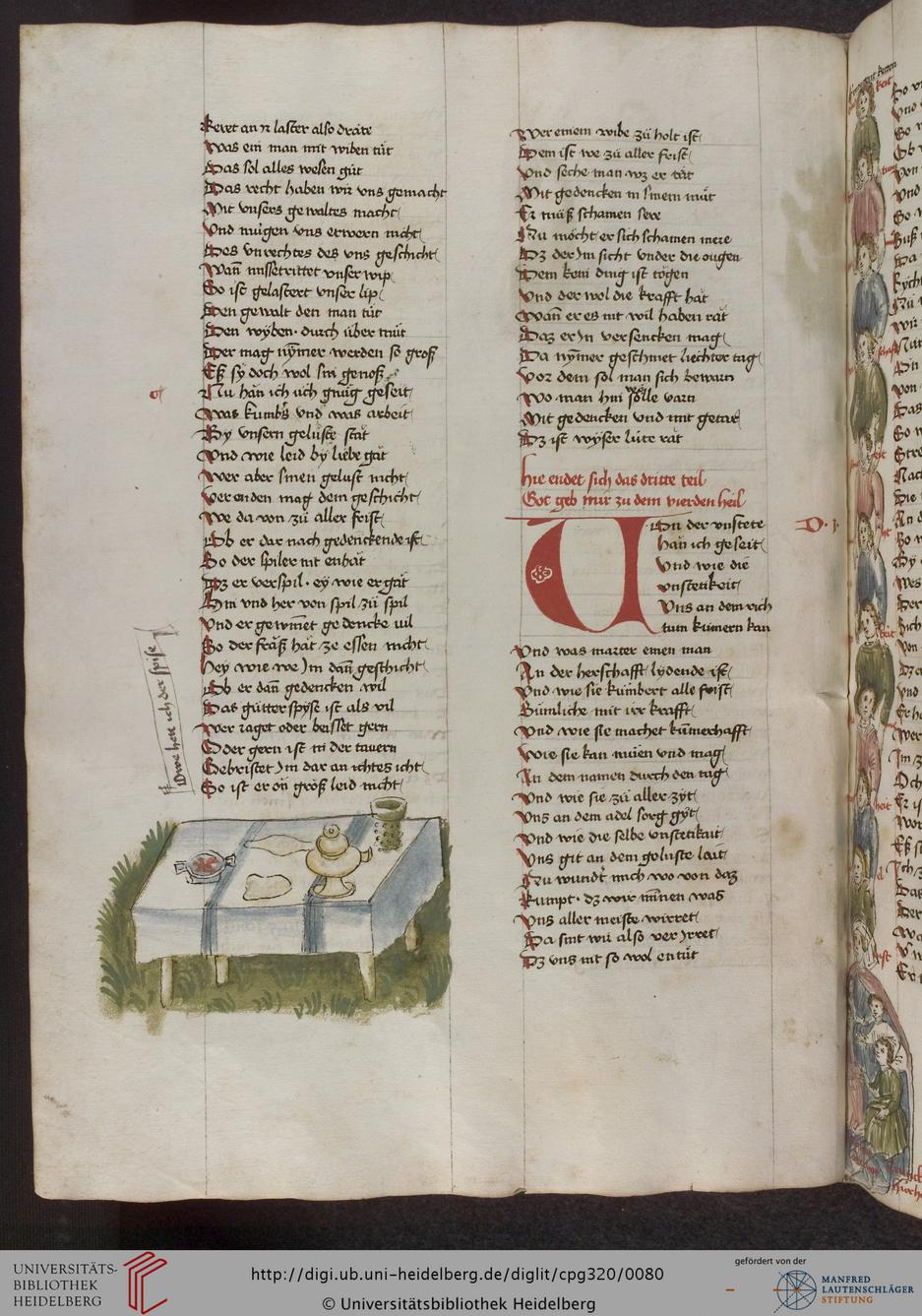
Seite aus dem Welschen Gast: Viertes Beispiel der Begierden – ein gedeckter Tisch mit Speisen, Weinbecher und Gefäßen. (Heidelberger Handschrift CPG 320, fol. 37v)

### Höfische Tischzuchten
Mit dem Erscheinen des Welschen Gasts im frühen 13. Jahrhundert beginnt die Geschichte der deutschsprachigen Tischzuchtliteratur. Der Welsche Gast ist eine umfangreiche Hofzucht, die vom Italiener Thomasin von Zirklaere um 1215 in mittelhochdeutschen Versen verfasst wurde und sich an ein adliges, nach höfischem Muster lebendes Publikum richtete. Das erste Buch dieses Werkes befasst sich nicht nur mit der allgemeinen Tugendlehre eines Ritters, sondern formuliert auch mehrere Verhaltensregeln, die sich auf die Speisesitten beziehen. Das Mahl musste im gemeinsamen Leben wohl eine zentrale Rolle gespielt haben, da sowohl Thomasin als auch andere Schriftsteller immer wieder besonderes Augenmerk auf das Benehmen bei Tisch legten.
Im späteren Mittelalter bildeten die Verhaltensregeln für das gemeinsame Essen eine eigene literarische Gattung: die Tischzuchtliteratur. Der mit hofzuht betitelte Text (um 1240), welcher – möglicherweise zu Unrecht – dem Tannhäuser zugeschrieben wird, bildete den Anfang dieser Gattung. Auch die um etwa 1280 entstandene pädagogische Schrift Konrads von Haslau, Der Jüngling, enthält ausführliche Verhaltensregeln bei Tisch.

### Grobianische Tischzuchten
Ihren Höhepunkt erlebten die Tischzuchten im 16. Jahrhundert, wo sie in grobianischer Form mit satirischen Wendungen auftraten. In dieser Zeit war besonders der 1549 veröffentlichte lateinische Grobianus von Friedrich Dedekind, der sehr rasch in die deutsche Sprache übertragen wurde, weit verbreitet. Dem deutschen Lyriker und Dramatiker Hans Sachs sind insgesamt drei Tischzuchten zuzuordnen: Ein tischzucht (1534), Tischzucht im Rosenton (1542) und Die verkert dischzuecht Grobianj (1563).

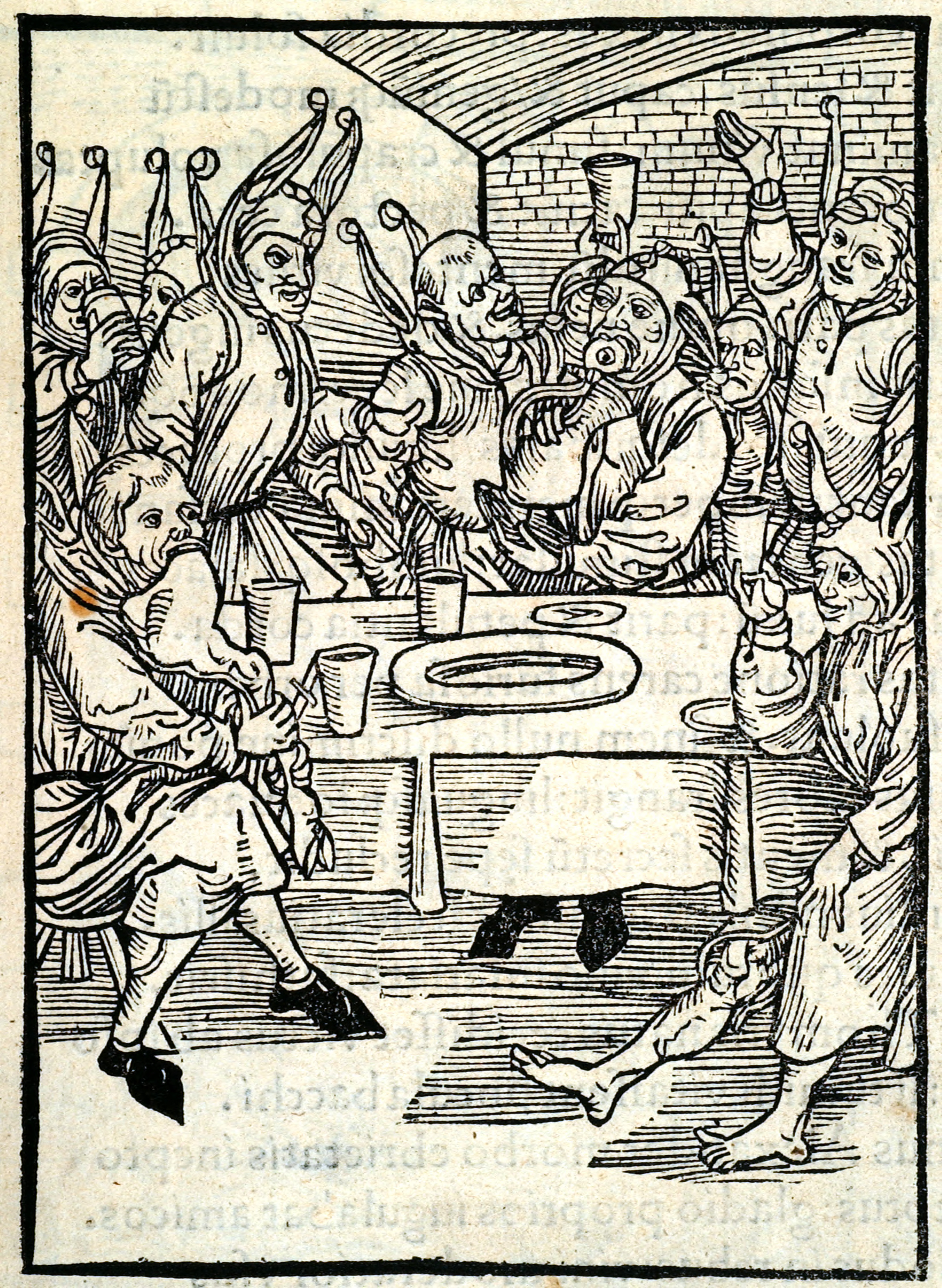
Tischszene aus dem Narrenschiff Sebastian Brants, 1498

Grobianisch werden die Tischzuchten seit dem Auftauchen von Sebastian Brants Narrenschiff genannt, wo in Kapitel 72 der Grobian als neuer Heiliger auftritt. In der älteren Forschung entstand durch die Bezeichnung grobianische Literatur der Eindruck, dass die Kultur des guten Benehmens „nach einer ritterzeitlichen Blüte im Spätmittelalter stark verfallen sei“. Doch die grobianische Literatur bedient sich der Übersteigerung negativen Verhaltens mit den Mitteln der Satire als didaktischer Methode. Die im Grunde komischen Anleitungen führen den so genannten ‚negativen‘ Tischzuchten (z. B. Winsbecke-Parodie) ein „erhebliches Maß an Wirkintensität zu, steigern den Unterhaltungswert und stellen damit die Aufmerksamkeit des Publikums sicher“. Im Gegensatz zur höfischen Literatur richtete sich die grobianische an ein bürgerliches Publikum, erschloss somit auch einen größeren Leserkreis. Da die grobianischen Tischzuchten – wenn auch über einen Umweg – darauf abzielen, gültige bzw. gültig gewesene Verhaltensnormen zu festigen, kann im späten Mittelalter von einem relativ gleichbleibenden und sich immer weiter verbreitenden Standard der Tischmanieren, kaum aber von einer Verschlechterung ausgegangen werden.

## Inhalt

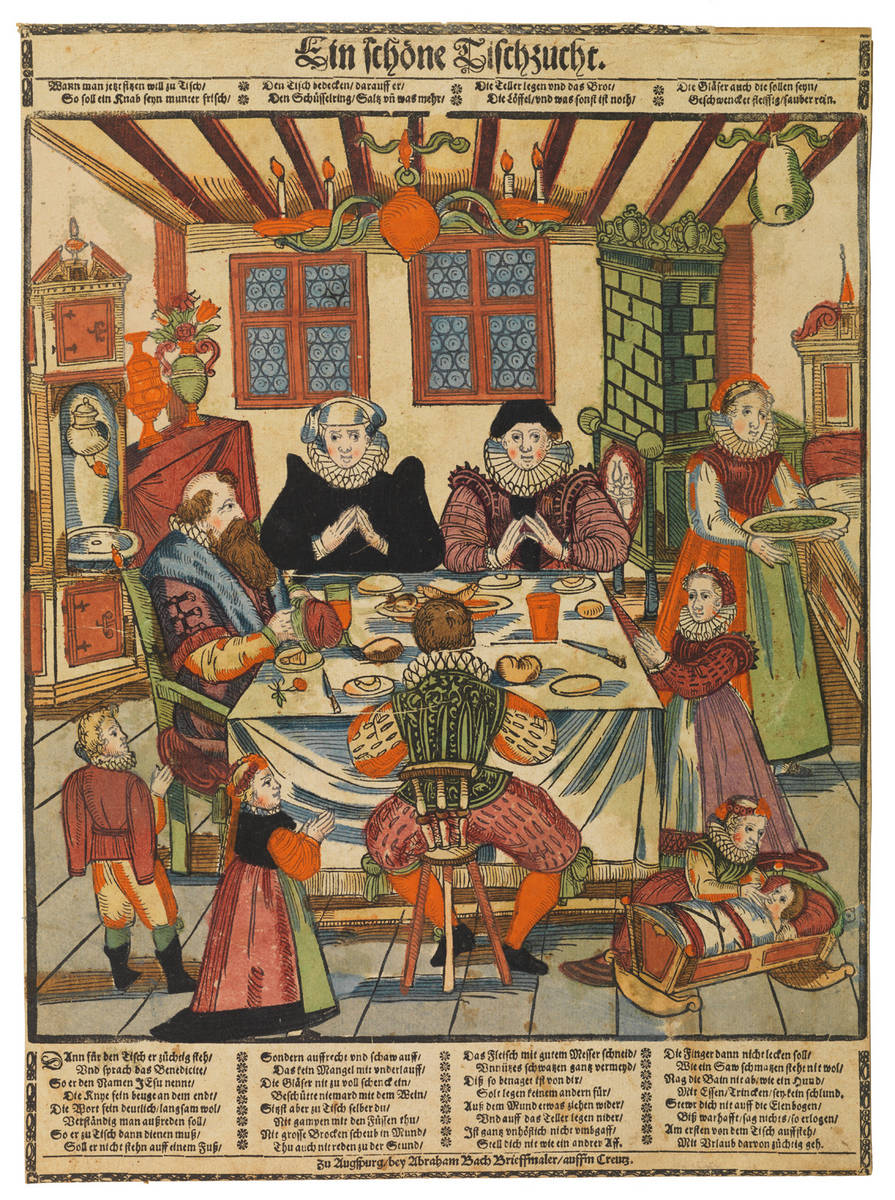
Bürgerliche Familie bei Tisch, aus: Abraham Bach, Ein schöne Tischzucht, um 1680

Die Tischzuchten wollen Kinder wie auch Erwachsene über den Umgang mit dem Tischgerät, das Essen bestimmter Speisen, die richtige Art zu trinken und das Verhalten zu den Tischnachbarn informieren und belehren. Zuweilen sind darin auch die Pflichten des Gastgebers, der Diener oder Anweisungen zum Decken des Tisches formuliert. Grundsätzlich lassen sich die Regelinventare der Tischzuchten in neun Bereiche einteilen, von denen meist zumindest sechst berührt werden:
1. Vorbereitungen für das Mahl, Dienen bei Tisch
2. Beginn des Mahles
3. allgemeine Anweisungen zum Essen
4. spezielle Anweisungen zum Essen (Handhabung und Essen bestimmter Dinge)
5. Anweisungen zum Trinken
6. Anweisungen zum allgemeinen Verhalten bei Tisch
7. Ende der Mahlzeit
8. nach Abschluss der Mahlzeit
9. allgemeine Anweisungen und Erörterungen

Einige Ausführungen aus Thomasins Welschem Gast vermitteln einen ungefähren Eindruck dessen, was an den Tafeln vornehmer Haushalte als schicklich und was als unziemlich galt:
- Alle Teilnehmer an einer Tafel sollen wohlerzogen sein und gute Manieren bei Tisch an den Tag legen:

| V. 471ff.                                                                                   | |
| ------------------------------------------------------------------------------------------- | --- |
| Man sol sich zem tische vast bewarn, der nâch rehte will gebârn; dâ hoeret grôziu zuht zuo. | Bei Tisch soll höllisch achtgeben, wer sich richtig verhalten will; dazu braucht es eine sehr gute Erziehung. |

- Dem Gastgeber wird empfohlen, aufmerksam darauf zu achten, dass alle Gäste gut versorgt sind:

| V. 474f.                                                         |                                                                             |
| ---------------------------------------------------------------- | --------------------------------------------------------------------------- |
| ein iegelîch biderb wirt, der tuo war, ob si alle habent genuoc. | Ein jeder treffliche Hausherr gebe acht, ob alle ausreichend versorgt sind. |

Pragmatische Ratschläge in den Tischzuchten: Die Empfehlung, vor dem Mahl den Gürtel zu lockern, ist einleuchtend und findet sich sehr häufig in den Tischzuchten, so auch in der Rossauer Tischzucht:
| V. 15f.                                                                    |                                                                          |
| -------------------------------------------------------------------------- | ------------------------------------------------------------------------ |
| Welt ir nicht sitzen als ein gauch, so entlasset der gýrtel umb den pauch. | Wollt ihr nicht sitzen wie ein Narr, so lockert den Gürtel um den Bauch. |

Tannhäuser fordert in seiner Hofzucht neben dem Beten auch das Händewaschen vor der Mahlzeit und verbietet, am Tisch zu rülpsen und sich in das Tischtuch zu schnäuzen:
Der riuspet wenn er ezzen sol
Diu paide ziment nicht gar wol
Und in daz tischlach sniutzet sich
(V. 57ff.)
In der so genannten Winsbecke-Parodie (= negative Tischzucht) sind die moralischen Lehren des Winsbecken zwar satirisch ins Gegenteil verkehrt, verfehlen dennoch nicht ihre didaktische Wirkung:
| 40, V. 4ff. | |
| --- | --- |
| da man die becher laeren sol, da wird wir trunken unde vol und mag auch uns ain fotzebrem dawider varen harte wol. | Wo es gilt, die Becher zu leeren, da laßt uns betrunken werden und vollaufen, selbst wenn wir uns eine Maulschelle ganz sicher einhandeln! |

Die Tischzuchten haben neben dem Realitätsbezug auch eine über die Realität hinausgehende Intention: Zunächst geht es um das Benehmen des Einzelnen und sodann um die höfische Gesellschaft, die durch das individuelle Verhalten ihrer Angehörigen bestimmt werden soll. Ob Damen und Herren an vornehmen Tafeln gemeinsam oder getrennt speisten, lässt sich aus den  Tischzuchten nicht ableiten. Neben reinen ‚Herrenrunden‘ (Nibelungenlied, Strophe 1610ff.) werden in der Epik auch Tafelszenen geschildert, bei denen Ritter und Damen ohne geregelte Sitzordnung am Tisch Platz nehmen (Willehalm, 263, 7ff.).
Vergleichsweise deutlich geht aus den Tischzuchten jedoch hervor, dass die Gäste jeweils Zweiergruppen bildeten, wenn sie an einer vornehmen Tafel saßen. Dies dürfte daher rühren, dass die Speisen und Tafelgeräte wohl jeweils so vor zwei Gästen angerichtet wurden, dass sich diese beiden gemeinsam aus ihnen bedienen konnten.
Obwohl die Tischzuchten zum Teil voneinander abschreiben und kein unverfälschtes Bild davon geben, welche Tischsitten in der Gesellschaft des Mittelalters tatsächlich herrschten, gewähren sie doch einen kleinen Einblick in das gesellschaftliche Leben und die Gedankenwelt ihrer Zeit.

## Publikum
Bis in die Neuzeit hinein fiel die Mahlzeit in der breiten Bevölkerung mit einfachen Gerichten recht bescheiden aus. Andererseits wurde in den Kreisen des geistlichen und weltlichen Adels schon sehr früh Wert auf eine exquisite und abwechslungsreiche Küche mit erlesenen Getränken und feinem Tischgerät gelegt. Zielgruppe der höfischen Tischzuchten des 12. und 13. Jahrhunderts war das adelige Publikum, das einen Lebensstil nach höfischem Vorbild anstrebte. Die Pflege einer ‚korrekten‘ Verhaltensweise bei Tisch erlaubte der Oberschicht einer Gesellschaft, sich von der Mehrheitsbevölkerung abzuheben.
Mit der Steigerung der Wirtschaftskraft bürgerlicher Schichten seit dem Spätmittelalter und den damit verbundenen Möglichkeiten eines gesellschaftlichen Aufstiegs veränderten sich auch deren Tischmanieren und Essgewohnheiten. Ebendieses bürgerliche Publikum wurde zur Zielgruppe der grobianischen Tischzuchten.

## Form
Die Tischzuchten enthalten sowohl Elemente der fiktionalen als auch der didaktischen Literatur, wobei letztere näher an die Realität führt. Hinsichtlich ihres ästhetischen Wertes sind die Tischzuchten relativ niedrig einzustufen, da sie weder eine ausnehmend kunstvolle Form noch Besonderheiten in Sprache und Gestalt aufweisen. Dennoch vermitteln die künstlerischen Darstellungs- und rhetorischen Stilmittel (Reim, Rhythmus, Vergleiche und Bilder) und die plastisch und damit eingängig gestalteten Beispiele eine gewisse Lebendigkeit. Diese Verhaltenslehren treten zumeist in gereimter Versform (Reimpaarverse) auf, wurden im Spätmittelalter und in der frühen Neuzeit jedoch auch in Prosa verfasst und beinhalten eine Vielzahl an Einzelanweisungen. Dank ihres hohen Potentials an Situationskomik und dessen satirisch-didaktischer Wirkung wurden die Tischzuchten auch häufig parodiert.